# Feggari Samοthrakis, Anatοlikes Aktes, vrachοnisida Zourafa (Ladoxera) kai Thalassia Zoni
Feggari Samοthrakis, Anatοlikes Aktes, vrachοnisida Zourafa (Ladoxera) kai Thalassia Zoni este o arie protejată (arie specială de conservare — SAC, sit de importanță comunitară — SCI) din Grecia întinsă pe o suprafață de 16.329,12 ha, integral pe uscat.

## Localizare
Centrul sitului Feggari Samοthrakis, Anatοlikes Aktes, vrachοnisida Zourafa (Ladoxera) kai Thalassia Zoni este situat la coordonatele 40°27′36″N 25°38′55″E / 40.459904°N 25.648495°E.

## Înființare
Situl Feggari Samοthrakis, Anatοlikes Aktes, vrachοnisida Zourafa (Ladoxera) kai Thalassia Zoni a fost declarat sit de importanță comunitară în august 1996 pentru a proteja 5 specii de animale. Situl a fost protejat și ca arie specială de conservare în martie 2011.

## Biodiversitate
Situată în ecoregiunile marină mediteraneană și mediteraneană, aria protejată conține 15 habitate naturale: Straturi cu Posidonia (Posidonion oceanicae), Golfuri mici largi și golfuri puțin adânci, Recifuri, Vegetație anuală la limita mareei, Râuri mediteraneene cu debit permanent cu specii de Paspalo-Agrostidion și galerii riverane de Salix și de Populus alba, Râuri mediteraneene cu debit intermitent, cu specii de Paspalo-Agrostidion, Lande oro-mediteraneene cu formațiuni endemice de grozamă, Matorral arborescenți cu Juniperus spp., Sarcopoterium spinosum phryganas, Grohotișuri est-mediteraneene, Pante stâncoase silicioase cu vegetație casmofită, Păduri aluvionare cu Alnus glutinosa și Fraxinus excelsior (Alno-Padion, Alnion incanae, Salicion albae), Păduri panonice-balcanice de stejar turcesc - stejar sesil, Păduri de Platanus orientalis și Liquidambar orientalis (Platanion orientalis), Păduri de Quercus ilex și Quercus rotundifolia.
La baza desemnării sitului se află mai multe specii protejate:
- mamifere (2): marsuin (Phocoena phocoena), delfin mare (Tursiops truncatus)
- nevertebrate (1): Euplagia quadripunctaria
- reptile (2): Mauremys rivulata, Testudo graeca

Pe lângă speciile protejate, pe teritoriul sitului au mai fost identificate 15 specii de plante, 5 specii de amfibieni, 4 specii de mamifere, 1 specie de nevertebrate, 9 specii de reptile.